# Világörökség

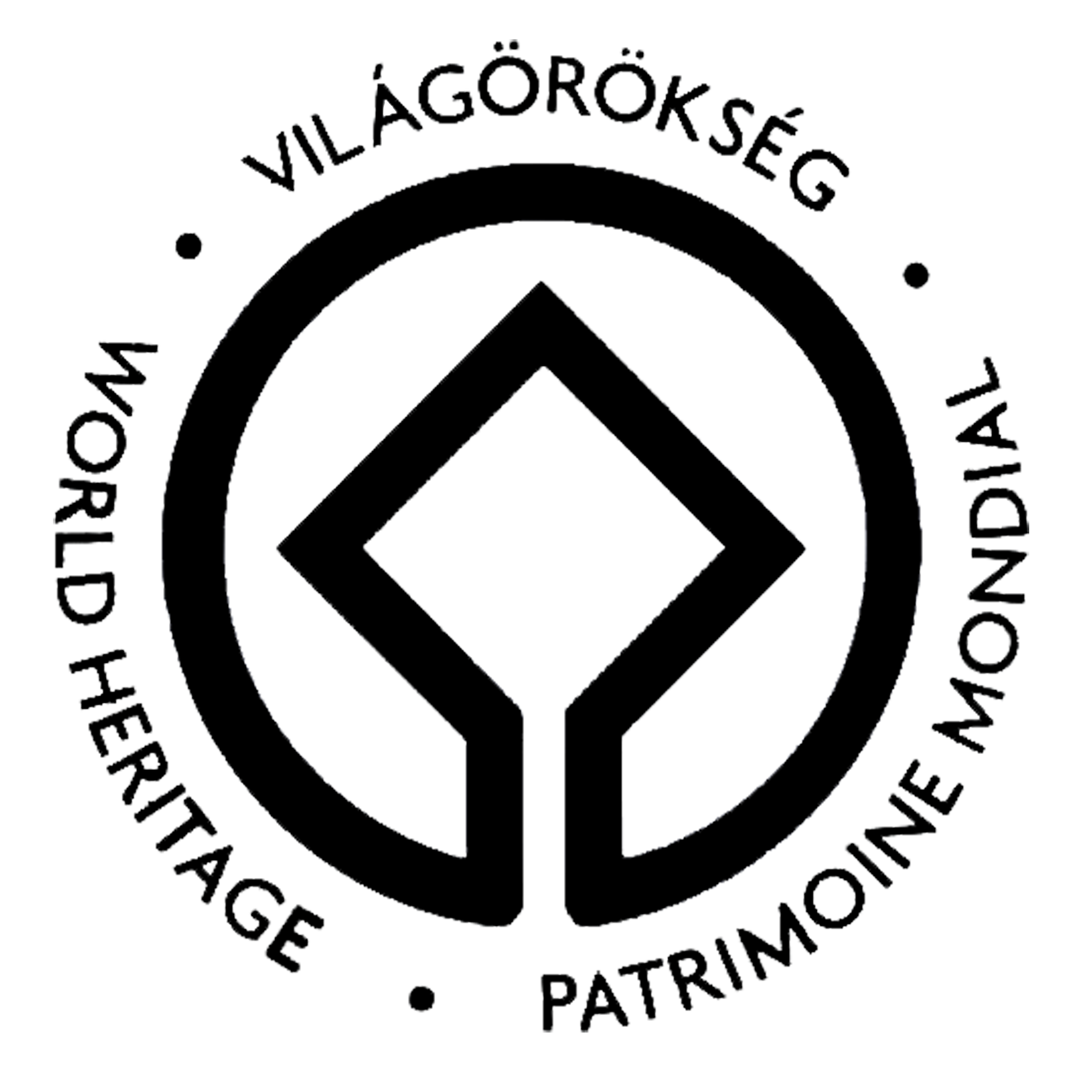
A világörökség magyar logója

A világörökségi helyszínek olyan kulturális vagy természeti szempontból egyedinek számító értékek, melyet az UNESCO keretén belül működő Világörökségi Bizottság (World Heritage Committee) az általa igazgatott Világörökség Programba felterjesztett. A program célja az emberiség kulturális és természeti örökségének védelme, azok nyilvántartásba vétele. A programot a Világ kulturális és természeti örökségének megóvását célzó egyezmény (Convention Concerning the Protection of World Cultural and Natural Heritage) név alatt 1972. november 16-án alapították. A helyszínek először a javaslati listára kerülnek fel, majd az UNESCO Világörökség Bizottsága évente egyszer dönt arról, hogy ezek közül melyik helyszín kerül fel a világörökségi listára. A nemzetközi szerződést máig 193 ország képviselői írták alá.
Az Egyezmény aláírásával valamennyi részes állam kötelezettséget vállal arra, hogy a saját területén fekvő világörökségi helyszíneket óvja és megőrzi a későbbi generációk számára, illetve hogy lehetősége szerint hozzájárul a Világörökségi Listán szereplő helyszínek védelméhez. (A megőrzési kötelezettség megszegése esetén lehetőség van a listából való törlésre is.)

## Előzmények

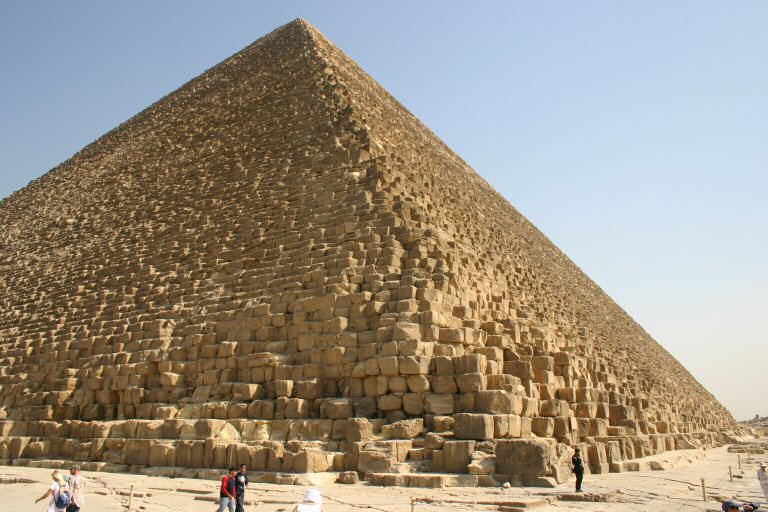
86. helyszín: Memphisz és a memphiszi nekropolisz – piramismezők Gízától Dahsúrig, Egyiptom

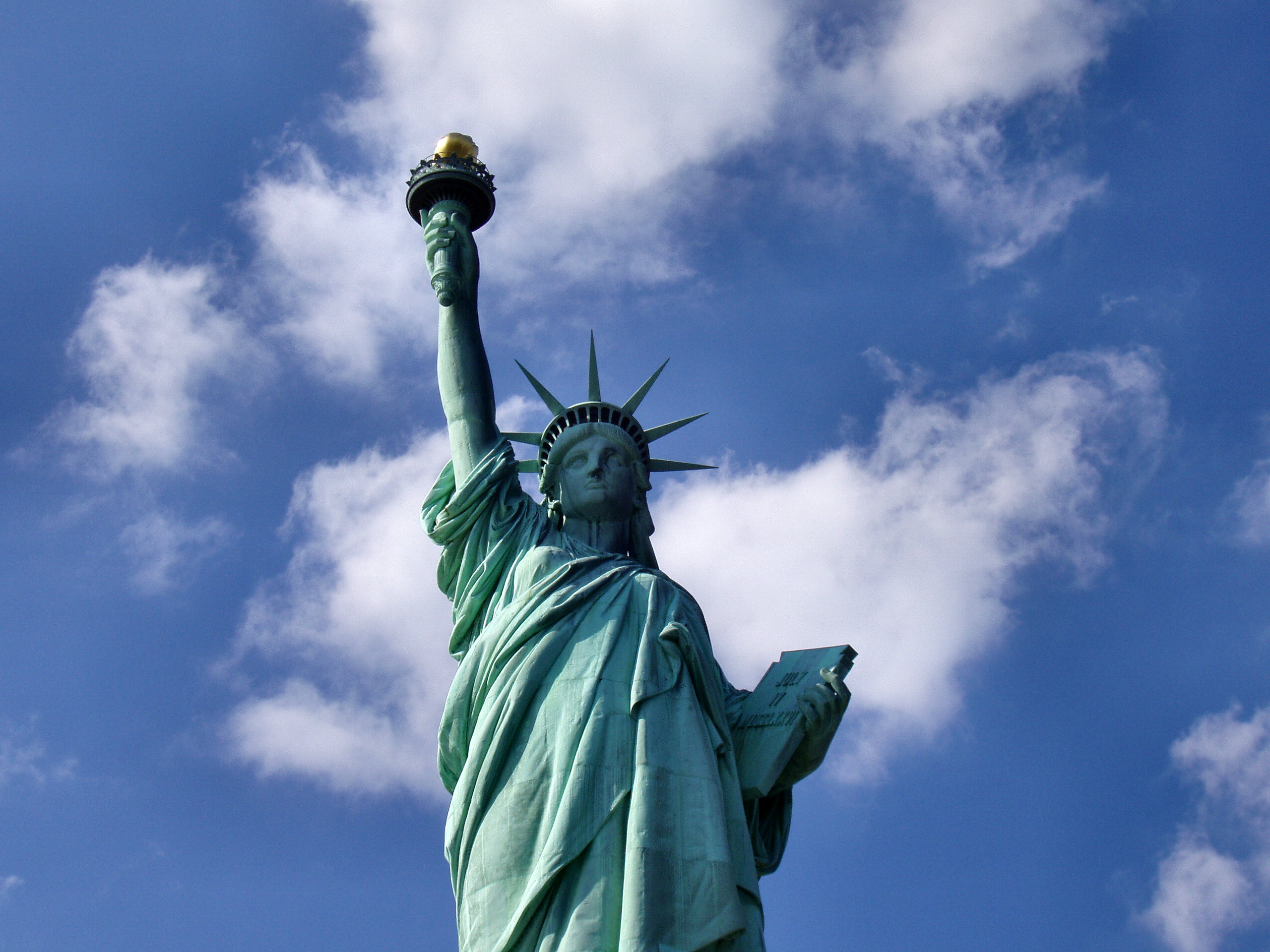
307. helyszín: a Szabadság-szobor New Yorkban

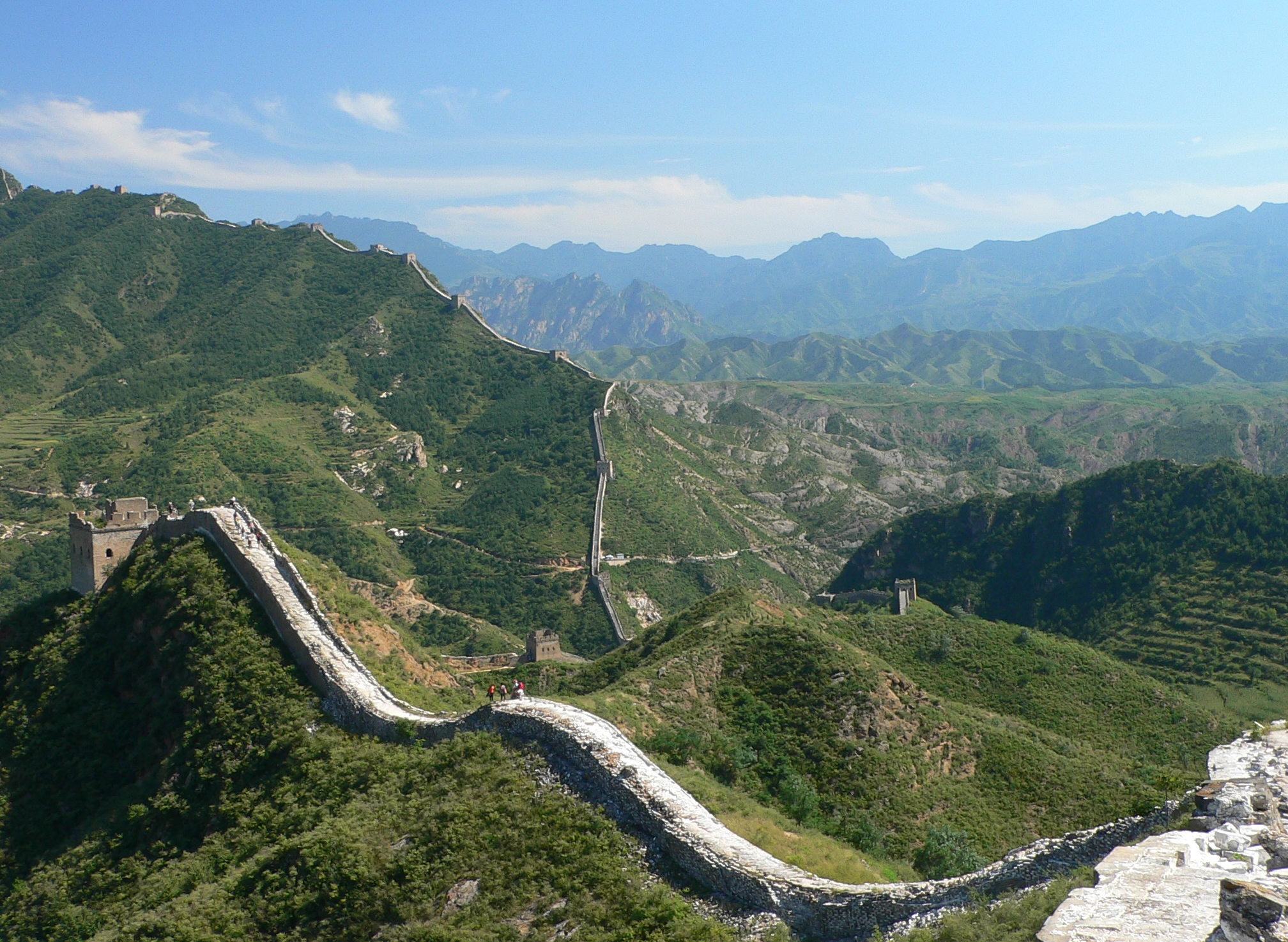
438. helyszín: kínai nagy fal

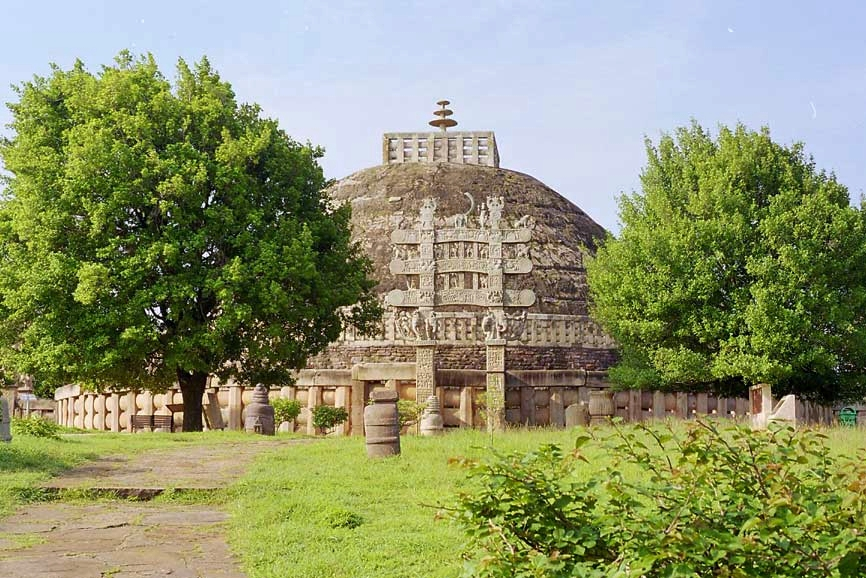
524. helyszín: óriás sztúpa Szánycsíban, Indiában

540. helyszín: Szentpétervár történelmi városközpontja

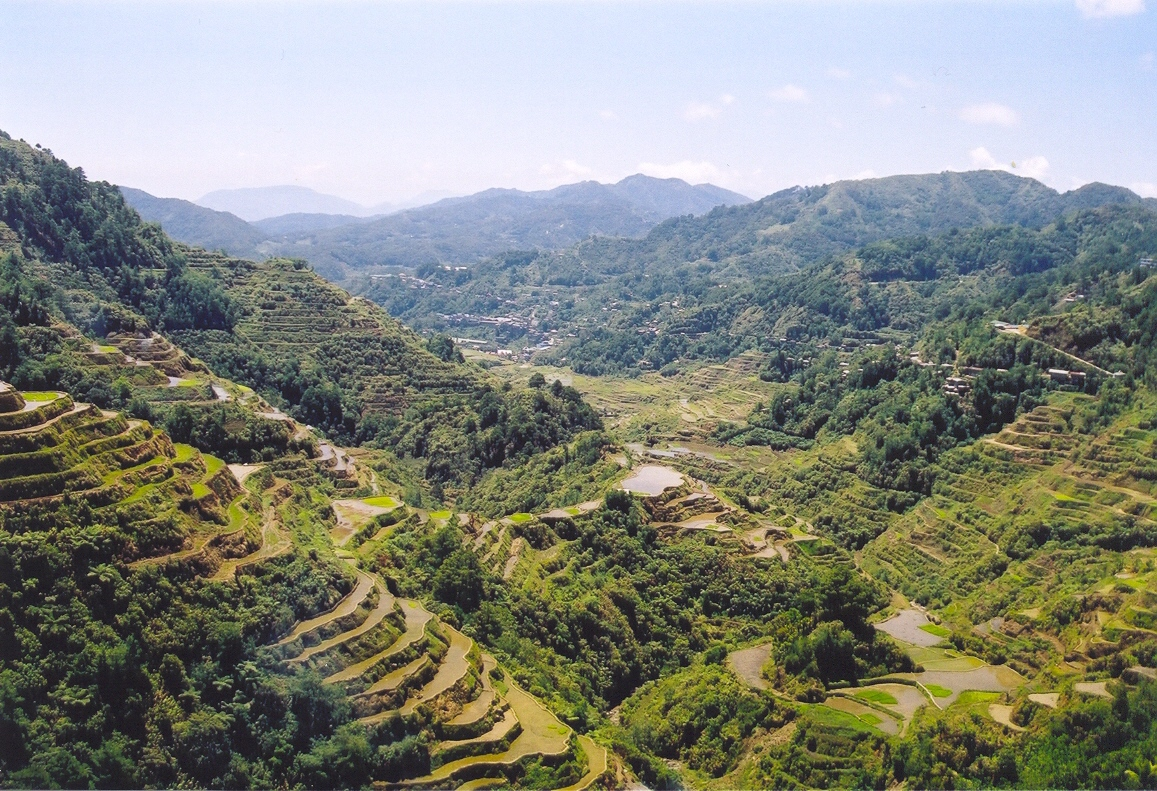
772. helyszín: rizsteraszok a Fülöp-szigeteken, az Ifugao-hegységben

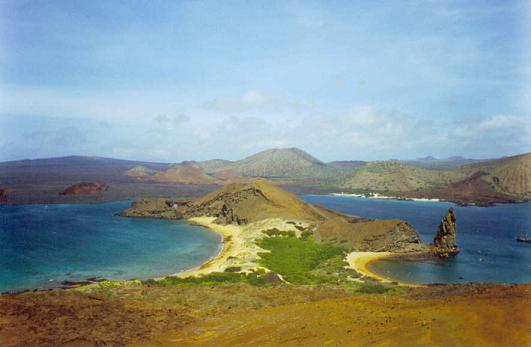
1. helyszín: Galápagos-szigetek, Ecuador

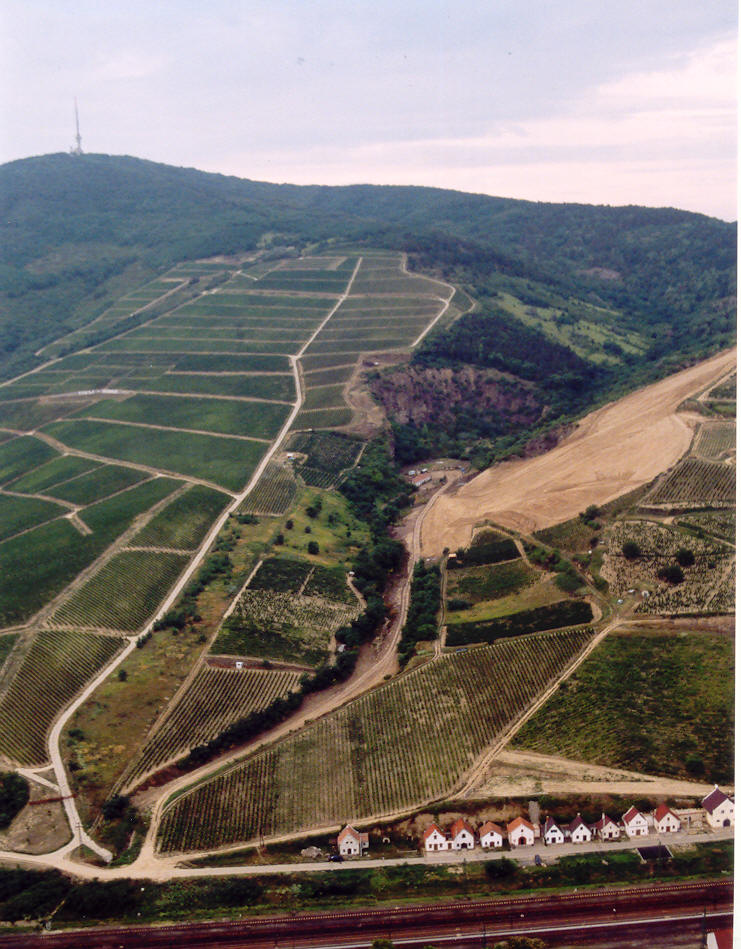
1063. helyszín: Tokaji borvidék, Magyarországon

1959-ben az egyiptomi kormányzat eldöntötte az Asszuáni-gát és a hozzá kapcsolódó víztározó megépítését, mely végzetes lett volna a víz által elárasztott területen elhelyezkedő ókori Abu Szimbel-i templomok számára. Az UNESCO világméretű kampányt indított az értékek megmentésére (az egyiptomi és szudáni kormányzat kérése ellenére). Ennek köszönhetően végül a templomcsoport egy magasabban fekvő helyen az eredeti elemek átszállításával újraépült.
A projekt költsége összesen mintegy 80 millió dollár volt, melynek felét 50 ország adományozta. Mindez további hasonló kampányokhoz vezetett indonéziai, pakisztáni történelmi helyszínek, vagy akár a velencei lagúnák megmentésére. Az UNESCO végül az ICOMOS-al közösen kezdeményezte egy, az emberiség értékeinek megóvását szolgáló egyezmény kidolgozását.
Az Egyesült Államok a kezdeményezést szerette volna kibővíteni a természeti értékekre is. 1965-ben, egy fehér házi konferencián létrehozták a Világörökség Alapot, a világ legértékesebb és leglátványosabb természeti és történelmi helyszíneinek megóvására. Az IUCN hasonló indítványt tett 1968-ban, melyet részletesen kidolgozva 1972-ben mutattak be a stockholmi ENSZ konferencián, ahol az Egyezményt elfogadták.
Azóta 194 ország ratifikálta az egyezményt. Mára az ENSZ tagállamai közül csak Liechtenstein és Nauru nem csatlakozott az egyezményhez. Az ENSZ 190 tagállama mellett a Cook-szigetek, Niue, a Vatikán és Palesztina is ratifikálta az egyezményt.
A világörökség címet hosszas előkészítés után először 1978-ban osztották ki, ekkor 12 helyszín kapta meg a kitüntető címet. Magyar helyszín először 1987-ben került a listára, Hollókő, valamint a budapesti Duna-part és a Várnegyed révén.
1992-ben az UNESCO elindította a világörökséghez hasonló A világ emlékezete programot is az írott és audiovizuális emlékek védelmére.

## Szervezetek
Az 1972-ben megszületett világörökségi egyezményhez csatlakozott országok hozták létre az egyezmény végrehajtásának legfőbb testületét, az ún. Tagállamok Közgyűlését (General Assembly of States Parties), amely kétévente, az UNESCO általános konferenciájával azonos időben ülésezik. Ekkor választják meg a legfontosabb döntéshozó és végrehajtó testület, az 1976-ban létrehívott Világörökség Bizottság (World Heritage Committee) 21 tagját. A tagokat nem név szerint, hanem a tagországok képviselőjeként választják meg, és megbízatásuk hat évre szól. A testület harmada, hét ország képviselője kétévente adja át a helyét új tagoknak, így biztosítva a folytonosságot. A bizottság évente egyszer, más-más országban tanácskozik. A közgyűlés kezdetekor megválasztják a tagok közül a Világörökség Bizottság vezetőségét, az elnököt, aki a hagyomány szerint a vendéglátó ország képviselője, öt elnökhelyettest és egy jelentéstevőt, akik a következő rendes ülésig töltik be tisztségüket, s feladatuk a munka összehangolása, az ülések előkészítése. (A bizottsági ülések táblázata a cikk végén látható.)
A bizottság feladatai között szerepel
- az egyezmény alkalmazásával kapcsolatos stratégiák, szabályozások és irányelvek megfogalmazása, meghatározása;
- a tagállamok felterjesztései alapján dönt az új helyszínek világörökségi listára vételről;
- ellenőrzi a világörökségi listára felvett helyszínek állapotát, adott esetben dönt a veszélyeztetett helyszínek felvételéről a Veszélyeztetett Helyszínek Listájára;
- meghatározza a Világörökség Alap optimális felhasználását.

A bizottsági ülések közötti időszakban a Párizsban székelő UNESCO Világörökség Központ (UNESCO World Heritage Centre) látja el az aktuális feladatokat.
Az Egyezmény értelmében a tagállamok Világörökségi Alapot (World Heritage Fund) létesítettek. Az Alap forrásai a tagállamok kötelező hozzájárulása (az UNESCO-tagdíj egy százaléka), valamint önkéntes hozzájárulások és egyéb adományok. A programba bekerült helyszínek az alapon keresztül a Bizottság által megszabott körülményeknek és feltételeknek megfelelően forrásokhoz juthatnak a helyszínek fenntartásához, kezeléséhez.

## Jelölési szabályok
Az egyezményt aláíró államoknak össze kell állítaniuk egy-egy javaslati listát azokkal a helyszínekkel, amelyeket alkalmasnak tartanak a világörökségi helyszínné nyilvánításra. Ezeket a listákat legalább egy évvel bármilyen jelölés előtt be kell nyújtani a Világörökség Központnak. Az UNESCO csak akkor veszi figyelembe a jelöléseket, ha ezek már szerepelnek az adott ország javaslati listáján.
A világörökségi listára való felkerülést az Egyezményt ratifikáló tagállamok maguk kezdeményezhetik a Világörökség Bizottságnál. A felterjesztésben szerepelniük kell a helyszín megóvását és kezelését tartalmazó részletes terveknek is. A benyújtott felterjesztésekről a Bizottság évente egyszeri gyűlésén dönt. Az értékelést két független tanácsadó testület, az ICOMOS (International Council on Monuments and Sites), valamint az IUCN (World Conservation Union) végzi. Egy harmadik szakértői csoport, az ICCROM (International Centre for the Study of the Preservation and Restoration of Cultural Property) végzi a védett helyszínek állagmegóvására és helyreállítására vonatkozó szakmai anyagok készítését.

### A listára kerülés kritériumai
A világörökség részévé váláshoz az adott helyszínnek meg kell felelni a kiválasztási feltételeknek. A kritériumokat a szervezet működési szabályzata rögzíti, felülvizsgálatukat, esetleges módosításukat a Világörökség Bizottság végzi. Összesen 6, a kulturális helyszínekre vonatkozó kritérium, tovább 4, a természeti értékekre vonatkozó kritérium létezik. 2005-ben az addig különálló két kritériumcsoportot egybevonták. Világörökséggé váláshoz a jelölt helyszínnek a tíz kritérium közül legalább egynek meg kell felelni.

#### Kulturális kritériumok
- I. Az ember alkotó géniuszának kimagasló megnyilvánulása
- II. Az emberiség kultúrájának fontos állomása – valamely történeti korszak, vagy a világ valamely kulturális régiója tekintetében – az építészet, a technika, a művészetek, vagy a város- és látképtervezés-fejlődés szempontjából kimagasló megnyilvánulása.
- III. Valamely kulturális hagyomány, illetve eltűnt vagy máig létező civilizáció egyedülálló, vagy legalábbis kimagasló tanúsága
- IV. Valamely épülettípus, építészeti vagy technikai megoldás, vagy tájtípus olyan kimagasló példája, amely az emberiség történelmének jelentős állomásait reprezentálja
- V. Valamely tradicionális településtípus vagy földhasználati forma olyan kimagasló példája, amely egy bizonyos kultúrára (vagy bizonyos kultúrákra) jellemző, különösen, ha az a környezet visszafordíthatatlan megváltozása következtében veszélyeztetetté válik
- VI. Közvetlenül vagy közvetett módon kapcsolatos olyan eseményekkel vagy élő hagyományokkal, elképzelésekkel, illetve hiedelmekkel, művészeti és irodalmi alkotásokkal, amelyek egyetemes értéket képviselnek.

Az utolsó kritériumot a Bizottság csak kivételes esetekben fogadja el a felvétel indokaként.

#### Természeti kritériumok
- VII. Egyedülálló természeti jelenségek és képződmények előfordulási helye, illetve páratlan természeti szépséggel és kimagasló esztétikai értékkel bíró terület
- VIII. Kimagasló példája bolygónk története meghatározó szakaszainak, ideértve az élet kialakulásának és fejlődésének emlékeit, a föld felszínét alakító jelentős geológiai folyamatok nyomait és a meghatározó geomorfológiai és fiziográfiai formációkat
- IX. Kimagasló példája a szárazföldi, édesvízi, parti, illetve tengeri ökoszisztémák, valamint növény- és állattársulások kialakulását és fejlődését meghatározó ökológiai és biológiai folyamatoknak
- X. A biológiai diverzitás természetes előfordulási helyén és környezetében történő, megőrzése szempontjából döntő fontosságú élőhely, ideértve a veszélyeztetett, illetve a tudomány vagy a biológiai örökség megőrzése szempontjából kimagasló és egyetemes értékű fajok élőhelyeit.

## Statisztikák
A Világörökség Bizottság 2015. évi ülésszaka után a lista 1031 világörökségi helyszínt tartalmazott 163 különböző országban. Ezek közül 802 kulturális, 197 természeti, míg a fennmaradó 32 kulturális és természeti világörökség is egyben. Az UNESCO a helyszíneket nem kontinensenként, hanem 5, azoktól eltérő kialakítású földrajzi zónába csoportosítja.

### Földrajzi zónák

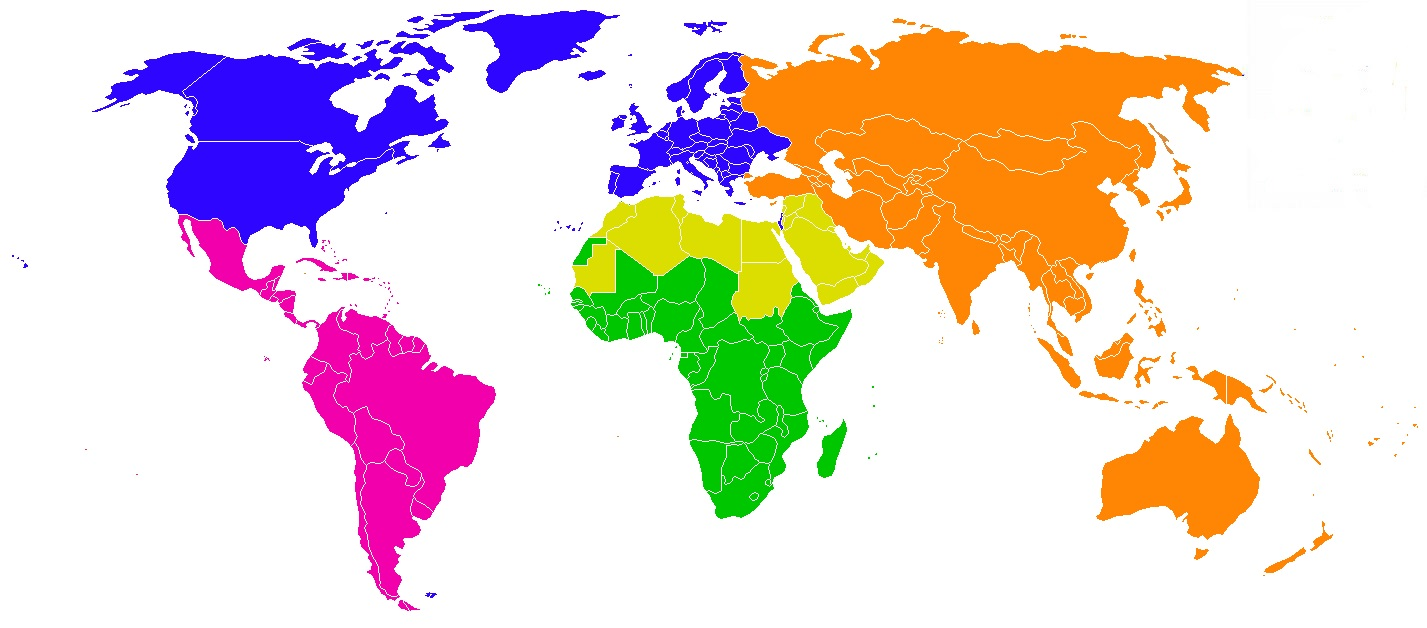
Földrajzi zónák

Az így kialakított zónákban az alábbiak szerint oszlanak meg a helyszínek:
| Zóna                            | Természeti | Kulturális | Vegyes | Összesen |
| Afrika                          | 39         | 48         | 4      | 91       |
| Arab államok                    | 5          | 67         | 2      | 74       |
| Ázsiai és Csendes-óceáni térség | 55         | 148        | 10     | 213      |
| Európa és Észak-Amerika         | 68         | 417        | 11     | 496      |
| Latin-Amerika                   | 36         | 91         | 3      | 130      |

A besorolás a világörökségi helyszínt jelölő ország elhelyezkedése alapján történik. Egyes helyszínek besorolása ennek megfelelően nem következetes, hisz például a Nagy-Britannia által jelölt, az Atlanti-óceán déli részén fekvő Gough-sziget Európához lett sorolva.
Részletesebb, országonkénti megoszlás a Világörökségi helyszínek megoszlása országonként oldalon található.

## Magyarországi helyszínek
- Budapest
  - a Duna-partok és a Budai Várnegyed (1987)
    - a világörökség részét képezi a budai oldalon a Műszaki Egyetem néhány épülete és a Széchenyi lánchíd által közrefogott terület, a Gellért fürdő, a Gellért-hegyi Szabadság-szobor és a Citadella, valamint a Budai Vár épületei és a Duna-part a Margit hídig. A pesti oldalon védettséget élvez a Parlament, a Lánchíd pesti oldalán található Széchenyi István (volt Roosevelt) tér a Magyar Tudományos Akadémia és a Gresham-palota épületével, valamint a Duna-part egészen a Petőfi hídig.

  - az Andrássy út és történelmi környezete (2002)
    - a világörökségi listára került a már meglévő helyszín kibővítéseként az Andrássy út és történelmi környezete, a millenniumi földalatti vasút és a Hősök tere.
- Hollókő ófalu és táji környezete (1987)
- Az Aggteleki-karszt és a Szlovák-karszt barlangjai (1995)
- Az ezeréves Pannonhalmi Bencés Főapátság és természeti környezete (1996)
- Hortobágyi Nemzeti Park – a Puszta (1999)
- Pécs (Sopianae) ókeresztény temetője (2000)
- Fertő/Neusiedlersee kultúrtáj (2001)
- Tokaj-hegyaljai történelmi borvidék kultúrtáj (2002)

### Képgaléria

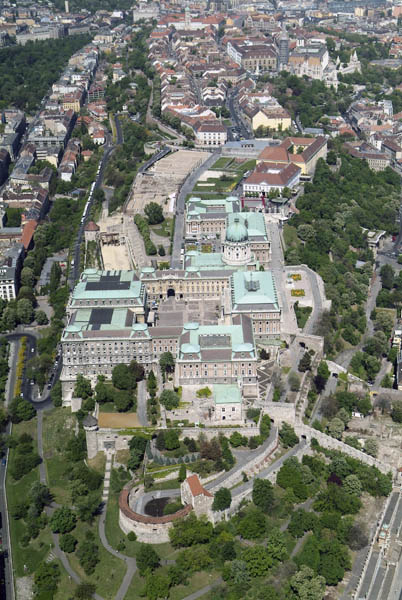
A vár madártávlatból
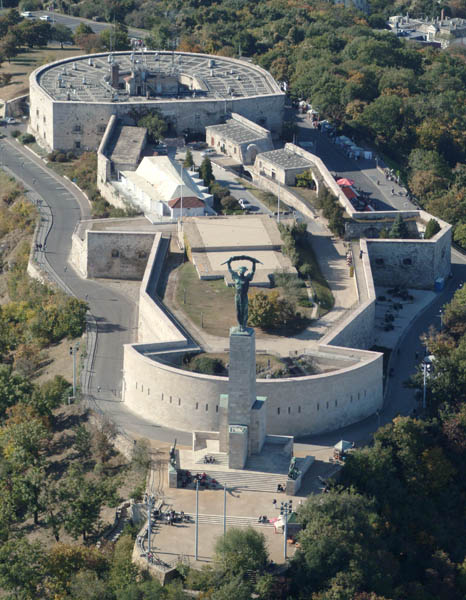
A Citadella felülről
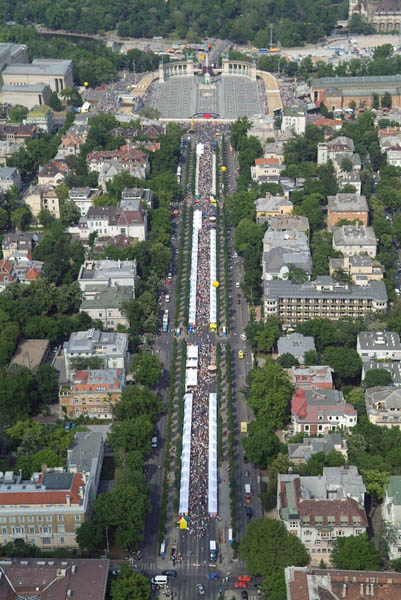
Az Andrássy út légi fotója
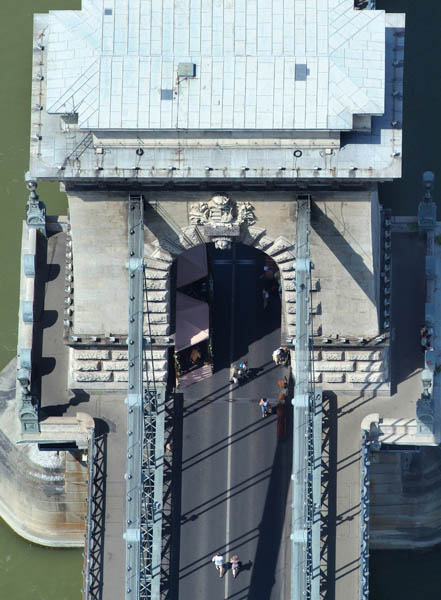
A Lánchíd madártávlatból
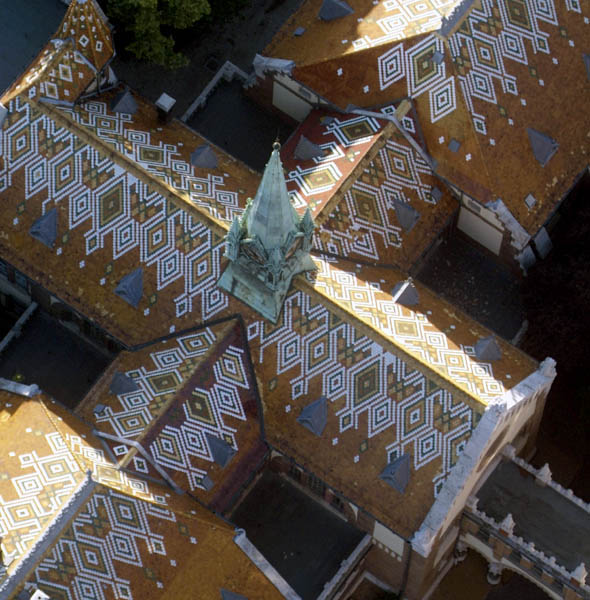
A Műegyetem épületei
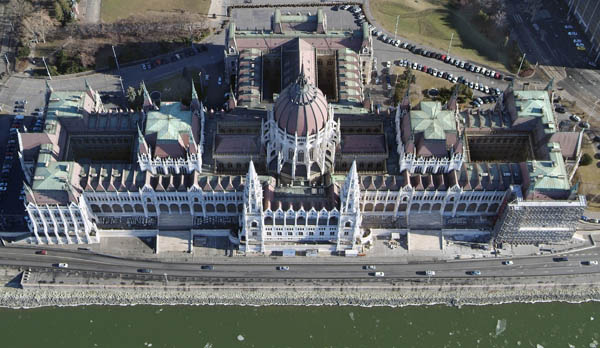
Az Országház légi fotója
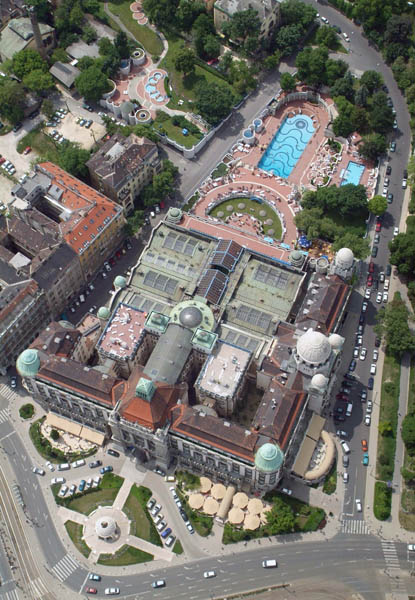
A Gellért szálló madártávlatból
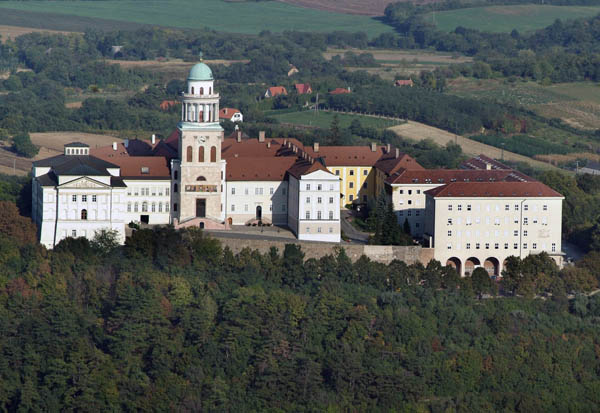
Pannonhalma a levegőből
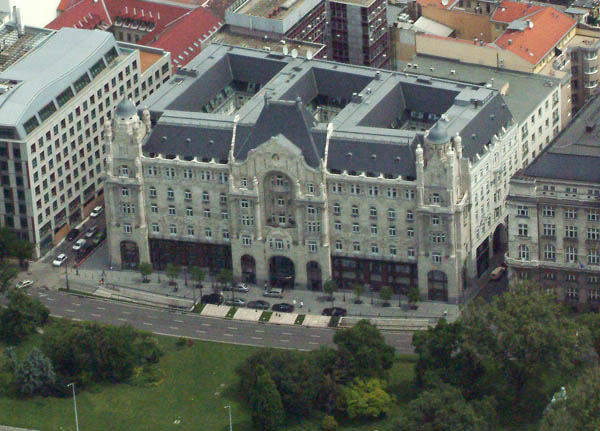
A Gresham Palota légi fotója
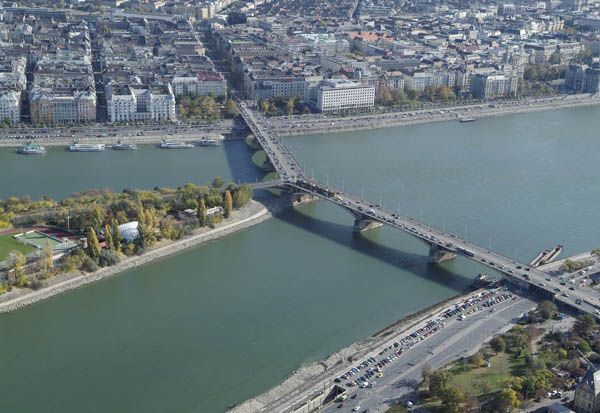
A Duna-part

### Javaslati listán szereplő magyar helyszínek
- A Tihanyi-félsziget (1993)
- A rózsadombi termálkarszt területe (1993)
- Esztergom középkori erődítménye (1993)
- A visegrádi királyi székhely (2000)
- A Nemzeti Ménesbirtok és Tangazdaság (2000)
- Az Ipolytarnóci Ősmaradványok Természetvédelmi Terület (2000)
- Tájházhálózat Magyarországon (2000)
- Az északkeleti Kárpát-medence fatemplomai (2000)
- A Komáromi erődrendszer (2007, Szlovákiával közösen)
- Lechner Ödön független pre-modern építészete (2008)
- A Római Birodalom határa (2009)

## A Világörökség Bizottság gyűléseinek időpontja és helyszínei
| \| Gyűlés \| Év \| Időpont \| Város \| Tagállam \| \| 1. \| 1977 \| június 27. – július 1. \| Párizs \| Franciaország \| \| 2. \| 1978 \| szeptember 5. – szeptember 8. \| Washington \| Egyesült Államok \| \| 3. \| 1979 \| október 22. – október 26. \| Kairó & Luxor \| Egyiptom \| \| 4. \| 1980 \| szeptember 1. – szeptember 5. \| Párizs \| Franciaország \| \| 5. \| 1981 \| október 26. – október 30. \| Sydney \| Ausztrália \| \| 6. \| 1982 \| december 13. – december 17. \| Párizs \| Franciaország \| \| 7. \| 1983 \| december 5. – december 9. \| Firenze \| Olaszország \| \| 8. \| 1984 \| október 29. – november 2. \| Buenos Aires \| Argentína \| \| 9. \| 1985 \| december 2. – december 6. \| Párizs \| Franciaország \| \| 10. \| 1986 \| november 24. – november 28. \| Párizs \| Franciaország \| \| 11. \| 1987 \| december 7. – december 11. \| Párizs \| Franciaország \| \| 12. \| 1988 \| december 5. – december 9. \| Brazíliaváros \| Brazília \| \| 13. \| 1989 \| december 11. – december 15. \| Párizs \| Franciaország \| \| 14. \| 1990 \| december 7. – december 12. \| Banff \| Kanada \| \| 15. \| 1991 \| december 9. – december 13. \| Karthágó \| Tunézia \| \| 16. \| 1992 \| december 7. – december 14. \| Santa Fe \| Egyesült Államok \| \| 17. \| 1993 \| december 6. – december 11. \| Cartagena \| Kolumbia \| \| 18. \| 1994 \| december 12. – december 17. \| Phuket \| Thaiföld \| \| 19. \| 1995 \| december 4. – december 9. \| Berlin \| Németország \| \| 20. \| 1996 \| december 2. – december 7. \| Mérida \| Mexikó \| \| 21. \| 1997 \| december 1. – december 6. \| Nápoly \| Olaszország \| \| 22. \| 1998 \| november 30. – december 5. \| Kiotó \| Japán \| \| 23. \| 1999 \| november 29. – december 4. \| Marrákes \| Marokkó \| \| 24. \| 2000 \| november 27. – december 2. \| Cairns \| Ausztrália \| \| 25. \| 2001 \| december 11. – december 16. \| Helsinki \| Finnország \| \| 26. \| 2002 \| június 24. – június 29. \| Budapest \| Magyarország \| \| 27. \| 2003 \| június 30. – július 5. \| Párizs \| Franciaország \| \| 28. \| 2004 \| június 28. – július 7. \| Szucsou \| Kína \| \| 29. \| 2005 \| július 10. – július 17. \| Durban \| Dél-afrikai Köztársaság \| \| 30. \| 2006 \| július 8. – július 16. \| Vilnius \| Litvánia \| \| 31. \| 2007 \| június 23. – július 1. \| Christchurch \| Új-Zéland \| \| 32. \| 2008 \| július 2. – július 10. \| Québec \| Kanada \| \| 33. \| 2009 \| június 22. – június 30. \| Sevilla \| Spanyolország \| \| 34. \| 2010 \| július 25. – augusztus 3. \| Brazíliaváros \| Brazília \| \| 35. \| 2011 \| június 19. – június 29. \| Párizs \| Franciaország \| \| 36. \| 2012 \| június 24. – július 6. \| Szentpétervár \| Oroszország \| \| 37. \| 2013 \| június 16. – június 27. \| Phnompen \| Kambodzsa \| \| 38. \| 2014 \| június 15. – június 25. \| Doha \| Katar \| \| 39. \| 2015 \| június 28. – július 8. \| Bonn \| Németország \| \| 40. \| 2016 \| július 10. – július 20. \| Isztambul \| Törökország \| \| 41. \| 2017 \| július 2. – július 12. \| Krakkó \| Lengyelország \| \| 42. \| 2018 \| június 24. – július 4. \| Manáma \| Bahrein \| \| 43. \| 2019 \| június 30. – július 10. \| Baku \| Azerbajdzsán \| |      |                               |               |                         |
| Gyűlés | Év   | Időpont                       | Város         | Tagállam                |
| 1. | 1977 | június 27. – július 1.        | Párizs        | Franciaország           |
| 2. | 1978 | szeptember 5. – szeptember 8. | Washington    | Egyesült Államok        |
| 3. | 1979 | október 22. – október 26.     | Kairó & Luxor | Egyiptom                |
| 4. | 1980 | szeptember 1. – szeptember 5. | Párizs        | Franciaország           |
| 5. | 1981 | október 26. – október 30.     | Sydney        | Ausztrália              |
| 6. | 1982 | december 13. – december 17.   | Párizs        | Franciaország           |
| 7. | 1983 | december 5. – december 9.     | Firenze       | Olaszország             |
| 8. | 1984 | október 29. – november 2.     | Buenos Aires  | Argentína               |
| 9. | 1985 | december 2. – december 6.     | Párizs        | Franciaország           |
| 10. | 1986 | november 24. – november 28.   | Párizs        | Franciaország           |
| 11. | 1987 | december 7. – december 11.    | Párizs        | Franciaország           |
| 12. | 1988 | december 5. – december 9.     | Brazíliaváros | Brazília                |
| 13. | 1989 | december 11. – december 15.   | Párizs        | Franciaország           |
| 14. | 1990 | december 7. – december 12.    | Banff         | Kanada                  |
| 15. | 1991 | december 9. – december 13.    | Karthágó      | Tunézia                 |
| 16. | 1992 | december 7. – december 14.    | Santa Fe      | Egyesült Államok        |
| 17. | 1993 | december 6. – december 11.    | Cartagena     | Kolumbia                |
| 18. | 1994 | december 12. – december 17.   | Phuket        | Thaiföld                |
| 19. | 1995 | december 4. – december 9.     | Berlin        | Németország             |
| 20. | 1996 | december 2. – december 7.     | Mérida        | Mexikó                  |
| 21. | 1997 | december 1. – december 6.     | Nápoly        | Olaszország             |
| 22. | 1998 | november 30. – december 5.    | Kiotó         | Japán                   |
| 23. | 1999 | november 29. – december 4.    | Marrákes      | Marokkó                 |
| 24. | 2000 | november 27. – december 2.    | Cairns        | Ausztrália              |
| 25. | 2001 | december 11. – december 16.   | Helsinki      | Finnország              |
| 26. | 2002 | június 24. – június 29.       | Budapest      | Magyarország            |
| 27. | 2003 | június 30. – július 5.        | Párizs        | Franciaország           |
| 28. | 2004 | június 28. – július 7.        | Szucsou       | Kína                    |
| 29. | 2005 | július 10. – július 17.       | Durban        | Dél-afrikai Köztársaság |
| 30. | 2006 | július 8. – július 16.        | Vilnius       | Litvánia                |
| 31. | 2007 | június 23. – július 1.        | Christchurch  | Új-Zéland               |
| 32. | 2008 | július 2. – július 10.        | Québec        | Kanada                  |
| 33. | 2009 | június 22. – június 30.       | Sevilla       | Spanyolország           |
| 34. | 2010 | július 25. – augusztus 3.     | Brazíliaváros | Brazília                |
| 35. | 2011 | június 19. – június 29.       | Párizs        | Franciaország           |
| 36. | 2012 | június 24. – július 6.        | Szentpétervár | Oroszország             |
| 37. | 2013 | június 16. – június 27.       | Phnompen      | Kambodzsa               |
| 38. | 2014 | június 15. – június 25.       | Doha          | Katar                   |
| 39. | 2015 | június 28. – július 8.        | Bonn          | Németország             |
| 40. | 2016 | július 10. – július 20.       | Isztambul     | Törökország             |
| 41. | 2017 | július 2. – július 12.        | Krakkó        | Lengyelország           |
| 42. | 2018 | június 24. – július 4.        | Manáma        | Bahrein                 |
| 43. | 2019 | június 30. – július 10.       | Baku          | Azerbajdzsán            |